# Blouse
«Blouse» — песня американской певицы и автора песен Clairo, выпущенная на лейблах Fader Label и Republic Records 11 июня 2021 года в качестве ведущего сингла с её второго студийного альбома Sling . Песня была написана Clairo, спродюсирована Clairo и Джеком Антонофым, и включает бэк-вокал от новозеландской певицы и автора песен Лорд.

## Общая информация и композиция
Clairo объявила о выпуске «Blouse» 10 июня 2021 года, а сама песня должна была выйти на следующий день. Это лид-сингл из Sling, второго альбома Clairo.
В песне Clairo повествует о своем опыте сексуализации в музыкальной индустрии. В беседе с автором Rolling Stone Энджи Марточчио Clairo выделила слова песни: «Почему я говорю тебе о своих чувствах, когда ты слишком занят разглядыванием моей блузки? Если бы прикосновение могло заставить их услышать, то прикоснись ко мне сейчас». Clairo объяснила, что «эта строчка очень важна для меня, потому что она отражает то, что я чувствую. Я был взбешен. Меня разозлило, что это часть этого, и что я должен просто принять тот факт, что это часть этого. У меня бывают моменты, когда я думаю, имеет ли вообще значение то, что я пишу. Я прилагаю столько усилий, но неужели это дойдет до того, что я снова стану чрезмерно сексуальной? Ты так отчаянно хочешь, чтобы кто-то тебя выслушал, что просто позволяешь ему это сделать».
«Blouse» — это фолк-баллада с бэк-вокалом Лорд. Бэк-вокал Лорд был записан в дождливый день в Новой Зеландии, и на фоне её вокала слышны капли дождя. В разговоре с Джеммой Санвейс из The Guardian Clairo рассказала об участии Лорд, что "мы много говорили о том, как это было круто в эпоху Лорел Каньон, когда люди тайно исполняли фоновый вокал в музыке друг друга — как Джони Митчелл с Кэрол Кинг — а не как способ извлечь выгоду из деловой стороны вещей. Тогда это было просто как: «Мне нравится твой голос: не одолжишь ли ты свой талант моей песне?».

## Отзывы критиков
Для журнала Pitchfork Куинн Морланд написал, что песня «сразу же выделяется» на фоне её альбома 2019 года Immunity О музыке Морланд сказал, что «к тихой мелодии акустической гитары вскоре присоединяются нежные оркестровые переливы, созданные сопродюсером Джеком Антоноффом, и тихий бэк-вокал Лорд». Обращаясь к строке «Если бы прикосновение могло заставить их услышать, то прикоснись ко мне сейчас», Мореланд заявил, что встреча была «разрушительной перспективой — так сильно желая быть искренне одобренным, что ты думаешь о том, чтобы скомпрометировать часть себя». В заключение рецензии было сказано, что «„Blouse“ — это тихий, но смелый скачок вперед для Clairo, который с удивительной легкостью подчеркивает её способности как автора песен».
Маргарет Фаррелл из Flood сравнила «Blouse» с «Liability» Лорд, сказав, что в этих песнях «чувствуется одинаковая срочная близость». Кроме того, Фаррелл также отметила, что «оркестровые струнные звучат вокруг избитых слов Клайро» и что «ее вокал становится немного громче» к концу песни.

## Живое исполнение
3 июня 2021 года Clairo сообщила, что её песня «Blouse» будет дебютировать на The Tonight Show Starring Jimmy Fallon. Она исполнила песню 10 июня в студии «Tonight Show».

## Участники и персонал
Сведения взяты из Tidal.
- Clairo — вокал, написание песен, продюсирование
- Джек Антонофф — продюсирование, бас, дирижёр, электрогитара, меллотрон, слайд-гитара, дирижёр струнных, микширование, инженер звукозаписи
- Лорд — бэк-вокал
- Эрик Байерс — виолончель
- Эван Смит — флейта, саксофоны
- Бобби Хоук — скрипка
- Лаура Сиск — инженер звукозаписи
- Джон Руни — инженер звукозаписи
- Крис Герингер[англ.] — мастеринг-инженер
- Уилл Куиннелл — помощник мастеринг-инженера

## Чарты
| Чарт (2021)           | Высшая позиция |
| --------------------- | -------------- |
| Новая Зеландия (RMNZ) | 36             |
| США (Billboard)       | 32             |